# Mayac
Mayac é uma comuna francesa na região administrativa da Nova Aquitânia, no departamento Dordonha. Estende-se por uma área de 11,23 km². Em 2010 a comuna tinha 351 habitantes (densidade: 31,3 hab./km²).